# Кирьяков, Михаил Михайлович (агроном)
Михаи́л Миха́йлович Кирьяко́в (1810—1839) — российский исследователь, агроном
 и историк.

## Биография
Михаил Михайлович Кирьяков родился 4 июня 1810 года в селе Ковалёвка в дворянской семье Херсонской губернии. Начальное образование он получил в домашних условиях, затем учился в Одессе. В 1826 году Кирьяков поступил в Московский университет, в 1828 году защитил диссертацию и получил учёную степень кандидата нравственно-политических наук.
Михаил Михайлович путешествовал по России (изучая исторические памятники, посетил Куликово Поле, Тарутино, Малый Ярославец, Троице-Сергиеву лавру и другие достопримечательности) и за границей (он побывал в Галиции, Силезии, Моравии, Богемии, Ганновере, Нидерландах, Франции, Австрии и Венгрии), сумел наладить связи с западноевропейскими учёными.
В июле 1830 года Кирьяков участвовал в сражениях на баррикадах Парижа, поддерживал повстанцев против короля Карла X и произвола дворянства. Вернувшись в Россию, он, по приказу царя Николая I, находился под полным полицейским надзором. Также Кирьякову было запрещено устраиваться на государственную службу и жить в крупных городах. Начиная с 1833 года Михаил Михайлович занялся сельским хозяйством в наследственном имении, а также и изучением древностей края.
Михаил Михайлович Кирьяков стал известным агрономом-новатором. Он сумел превратить сад родного имения в неповторимую зелёную жемчужину юга Украины, где росли растения со всего мира. Кроме того, он ввёл лесонасаждения и садоводство по всей степной зоне Причерноморья в то время, как хозяева южной России считали облесение степи и защиту посевов лесонасаждениями делом эфемерным. За свои смелые эксперименты Кирьяков был награждён в 1836 году серебряной медалью Всероссийского общества лесного хозяйства.
Михаил Михайлович Кирьяков был членом Парижского Азиатского общества, физико-математического Молдавского, Московского любителей садоводства, Императорского Московского испытателей природы, ученого комитета при министерстве государственных имуществ, Одесского общества истории и древностей, сельского хозяйства Южной России, королевско-копенгагенского и др.
После ухудшения состояния здоровья Кирьяков, получив разрешение от царского правительства, уехал на лечение в Германию и Италию, где познакомился с некоторыми зарубежными учёными.
Возвратившись на Родину, Михаил Михайлович продолжил активную научно-исследовательскую работу, стал коллежским асессором.
Скончался 7 апреля 1839 года в селе Ковалёвка.

## Публикации
Начиная с 1834 года Кирьяков опубликовывал научные статьи в «Листках общества сельских хозяев южной России», а в 1837 году стал их редактором. Здесь он издал:
- «Об арнаутке южной России»
- «Сведения о тонкорунном овцеводстве в Херсонской губернии»
- «О разведении бука в южной России»

В «Лесном Журнале» он опубликовал:
- «Взгляд на лесоводство и садоводство в Херсонской губернии»
- «О степных пожарах в Новороссии»,

В «Земледельческой Газете» Михаил Михайлович опубликовал статью «О китайском индиго в Новороссийском крае». Результаты своих занятий по древностям и истории края Кирьяков печатал в «Журнале Министерства Народного Просвещения» и в Энциклопедическом словаре Плюшара. Наиболее интересной является его статья «Арриана перипл Понта Эвксинского». Неоконченными остались статьи «Статистическое описание Херсонской губернии» и «Земледельческий календарь Новороссийского края». Однако, «Исторический обзор Херсонской губернии» и «Земледельческий календарь Новороссийского края» были всё-так опубликованы.
Продолжая заниматься историей, Кирьяков создал богатую научную библиотеку, посвященную преимущественно южной России и намеревался превратить её в общедоступную. Также он выступил инициатором создания Одесского общества любителей древностей.